# El amor
| Оценки критиков | Оценки критиков |
| Источник        | Оценка          |
| --------------- | --------------- |
| Allmusic        | [ 1 ]           |

 El amor — студийный альбом испанского певца Хулио Иглесиаса, первоначально выпущенный в 1975 году на лейбле Alhambra. Диск получил статус алмазного в Аргентине.

## Список композиций
| №   | Название                         | Длительность |
| --- | -------------------------------- | ------------ |
| 1.  | «Abrázame»                       | 3:29         |
| 2.  | «A veces tú, a veces yo»         | 2:54         |
| 3.  | «Tema de amor» (Love’s Theme)    | 3:09         |
| 4.  | «Quién»                          | 3:40         |
| 5.  | «Cuidado amor»                   | 3:58         |
| 6.  | «Quiero»                         | 2:48         |
| 7.  | «El amor»                        | 2:49         |
| 8.  | «Mi dulce señor» (My Sweet Lord) | 3:36         |
| 9.  | «Dejala»                         | 2:45         |
| 10. | «Candilejas»                     | 4:10         |